# Таврійське (Кальміуський район)
Таврійське (до 2025 року — Тавричеське) — село в Україні, в Бойківській селищній територіальній громаді Кальміуського району Донецької області. Населення становить 273 особи (2001).

## Загальні відомості
Розташоване на лівому березі річки Кальміусу. Перебуває на тимчасово окупованій території Донецької області.

## Населення
За даними перепису 2001 року населення села становило 273 особи, із них 87,91 % зазначили рідною мову українську та 12,09 % — російську.